# Zeven levens (single)
Zeven levens is een single van de Nederlandse band De Dijk uit 1992. Het stond in hetzelfde jaar als eerste track op het gelijknamige album, waar het de eerste single van was.

## Achtergrond
Zeven levens is geschreven door Huub van der Lubbe en Hans van der Lubbe en geproduceerd door Antonie Broek en Michiel Hoogenboezem. Het is een Nederlandstalige rocknummer dat gaat over het krijgen van zeven levens. Elk van deze zeven levens kan dan worden gebruikt om verschillende levens te leiden, zoals het zijn van een topvoetballer, een familieman of een bandlid. Het lied is door de bandleden geschreven als terug- en vooruitblik op hun eigen leven.

## Hitnoteringen
Het lied had bescheiden succes in Nederland, al was het minder succesvol dan Nieuwe laarzen (van een oude leest), de andere single van het album. Zeven levens piekte op de 39e plaats van de Top 40 en was twee weken in de lijst te vinden. In de Nationale Top 100 kwam het tot de 47e plek in de negen weken dat het in deze hitlijst stond. 